# Acanthops occidentalis
Acanthops occidentalis är en bönsyrseart som beskrevs av Atilio Lombardo och Ippolito 2004. Acanthops occidentalis ingår i släktet Acanthops och familjen Acanthopidae. Inga underarter finns listade i Catalogue of Life.